# 瑞士雞翼

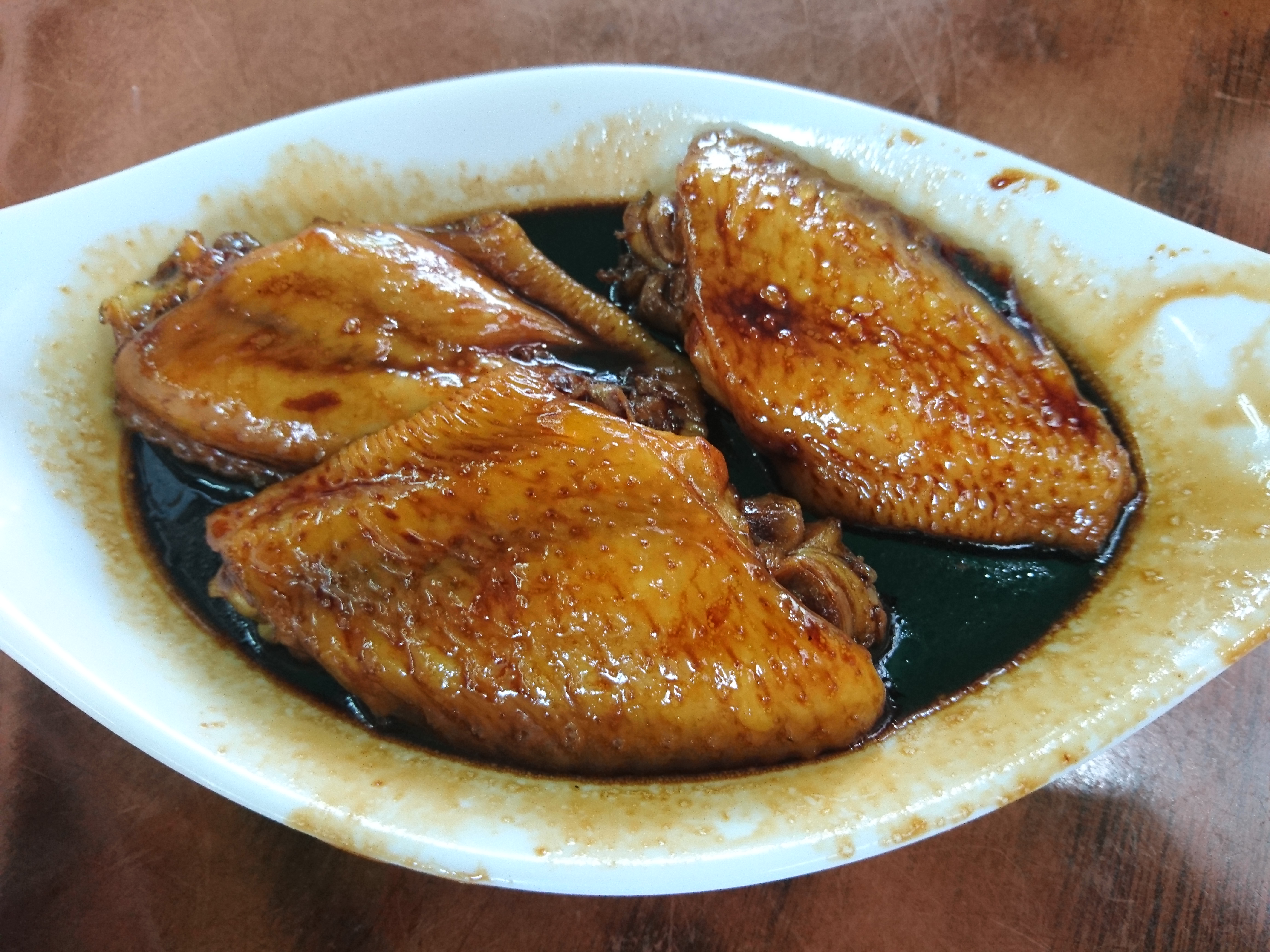
瑞士雞中翼

瑞士雞翼是香港的一種滷水雞翼菜式，雖然以瑞士為名，卻非源於瑞士，而是因為使用帶有甜味的「瑞士汁」烹調而成，並且因為言語溝通發生誤會而被命名為「瑞士」的雞翼。
瑞士汁是一種以豉油、薑、蔥、冰糖和香料等食材調配而成的甜味滷水。瑞士雞翼是香港著名的「豉油西餐」之中的代表性菜式。

## 名稱來源
「瑞士雞翼」名稱的由來，有兩種說法：
第一種說法是瑞士雞翼是起源於太平館餐廳，該餐廳是第二代徐氏兄弟所創。有一天，有一位訪港的外國遊客到太平館餐廳品嚐這種甜味雞翼後，便向其中一位侍應生詢問這道菜式的名稱，侍應便以英語回答（Sweet Wings）「甜味的雞翼」，但侍應生的英語發音不正，產生言語上的誤會，遊客以為是（Swiss Wings）「瑞士的雞翼」。
另一種說法是一位訪港的外籍遊客到太平館餐廳吃午餐，品嘗到這道菜式後便說雞翼的味道很甜（Sweet）。對英語認識不深的侍應生誤以為遊客說那些雞翼有瑞士菜的味道，於是以此命名這道甜味的豉油雞翼菜式。
太平館餐廳原設於廣州，並在香港開設分店。廣州的太平館餐廳其後因為政局動盪，並先後經歷日本侵華和國共內戰。廣州的太平館餐廳在中國共產黨取得中國大陸政權後被全面接管，經營太平館餐廳的徐氏家族最後舉家遷往香港，全力經營香港的太平館餐廳，並把瑞士雞翼等菜式發揚光大。
2019年7月31日，瑞士駐香港總領事館在其官方Facebook專頁發文表示「瑞士雞翼」並非瑞士本國食品，與瑞士亦不存在任何特殊關係，又指出雞翼在瑞士絕非常見食材，但該聲明對「瑞士雞翼」的命名持非常正面的態度，並希望向瑞士國民介紹此香港特色小點。

## 外部連結
- 太平館官方網站 （页面存档备份，存于）
- 憶太平館 - 南方網 （页面存档备份，存于）

## 外部連接
维基共享资源上的相關多媒體資源：瑞士雞翼